# Râul Petreșa
Râul Petreșa este un curs de apă, afluent al râului Nechizel. 